# Dumble Amplifiers

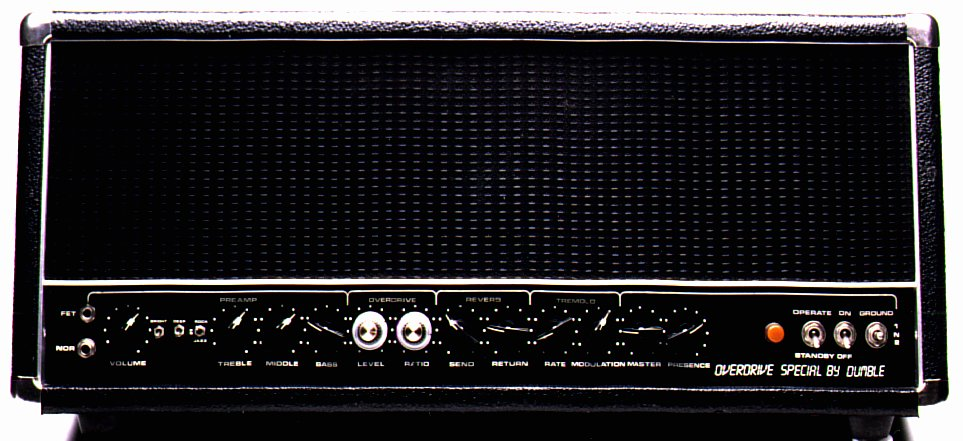
en

Dumble Amplifiers sont des amplificateurs pour guitares électriques fabriqués sur mesure et produits en très petite quantité par Howard « Alexander » Dumble à Los Angeles en Californie. Alexander Dumble développe et produit seul les amplificateurs à une vitesse d’environ 2 à 3 amplificateurs par an, principalement pour des célébrités et des studios. À cause de leur rareté, les amplificateurs Dumble se revendent à de très hauts prix (entre 70 000 et 150 000 $), faisant d'eux les amplificateurs les plus chers sur le marché de l’occasion,.

## Histoire
Dumble commença à fabriquer des amplificateurs dès l'université, où il aurait réalisé la sono du stade local. Sa carrière commença réellement en 1963, avec la modification de Fender Blackface à Santa Cruz. À la fin des années 1970, il modifiait et construisait des amplificateurs de forte puissance, dont les pré-amplificateurs étaient dotés d'un circuit de saturation dit "overdrive", commutable au pied - pour les plus connus (Cf description des modèles, ci-dessous). Dumble ne prévoyait pas de construire des amplificateurs en grande quantité. Son but principal était l'obtention du meilleur son (« tone »). Rapidement, ses amplificateurs gagnèrent en réputation et de nombreux musiciens professionnels en firent l’éloge. 
Dumble construit exclusivement à la demande, et ses relations publiques se limitaient au bouche à oreille, bien qu’il donnât quelques interviews et fît quelques publicités dans les années 1980.

## Modèles et circuits
Chaque amplificateur Dumble est unique. Néanmoins, on peut catégoriser les plus répandus de la façon suivante :

### Overdrive Special(ODS)

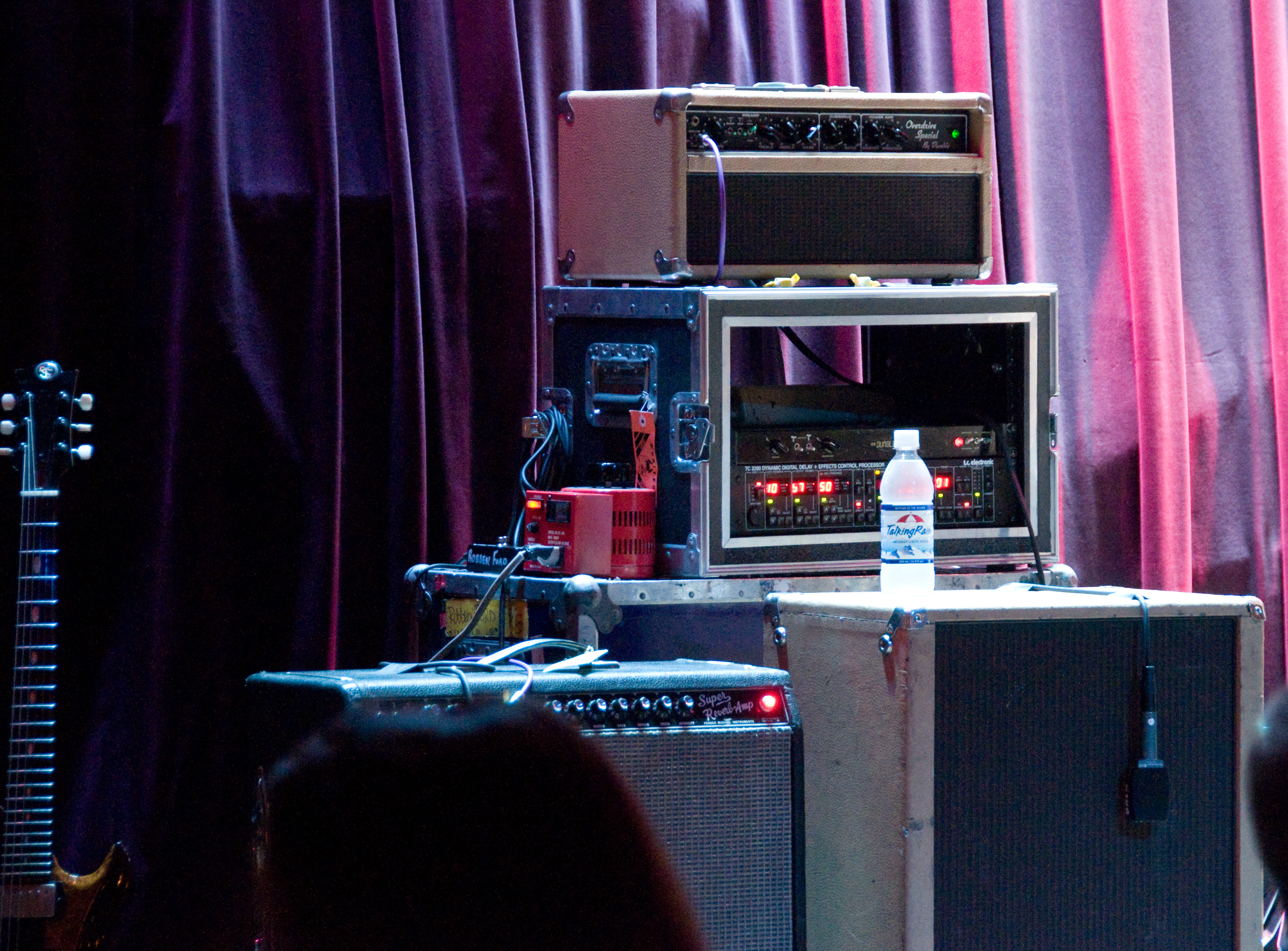
en de Robben Ford

L’ODS est un amplificateur dont le pré-amplificateur est doté d'un circuit de saturation (overdrive) optionnel commutable au pied, d'un circuit d'équalisation assez unique et de multiples commutateurs affectant tous assez finement les qualités sonores de l'appareil. l'ODS est "le Dumble" le plus populaire. Le sustain de cet appareil est exceptionnel. 
Dans une interview pour Premier Guitar, Robben Ford explique que Dumble lui raconta son inspiration originale pour l’ODS : lorsque Ford jouait dans les années 1970 dans des bars de Santa Cruz, il utilisait des Fender Bassman Blackface des années 1960, créant la distorsion grâce à une pédale : l’Ibanez Tube Screamer. Dumble admira beaucoup le son de Ford, ce qui le mit sur la voie du développement de l’ODS.
L’ODS varie néanmoins beaucoup au cours des décennies. Par exemple, la plupart des ODS ont des lampes 6L6 (souvent associés aux amplificateurs Fender) dans l’amplificateur de puissance, mais il en existe aussi avec des lampes EL34 (plutôt associés aux amplificateurs Marshall). De même, certains ODS ont un canal clair qui reste clair jusqu’à 10 (en référence à un potentiomètre qui varie entre 1 et 10), d’autres commencent à distordre au niveau de 3.
Mais il existe certains points communs entre les ODS. Ils sont réputés pour leur richesse harmonique lorsque le canal « overdrive » commence à distordre et pour un son transparent et ouvert dans le canal clair. Robben Ford décrit le son de l'ODS de la façon suivante:
« It has this perfect sonic curve, the lows are deep and rich but not unclear, it doesn't mush out like some amps will. You have the frequencies there for your use. The mid range [is] punchy and clear and the high end, bright, clear but doesn’t hurt your ears. It’s loud but it sounds good […]. »
« [L’amplificateur] a cette courbe sonore parfaite, les fréquences basses sont profondes et riches, mais claires, elles ne partent pas en bouillie comme d’autres amplificateurs le feraient. Les fréquences sont là pour votre usage. Les fréquences du milieu sont dynamiques et claires et les fréquences hautes [sont] claires mais ne font pas mal aux oreilles. C’est fort, mais ça sonne bien […]. »

### Overdrive Reverb

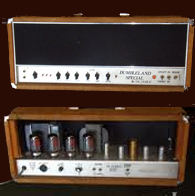
Dumble Dumbleland

Il s’agit d’un Dumble ODS avec un circuit interne de réverbération.

### Steel String Singer (SSS)
Le Steel String Singer peut être décrit comme un amplificateur clean extrêmement ajustable avec réverbération.

### Manzamp
Le Dumble Manzamp est un combo avec un seul canal, similaire au Fender Tweed Bassman. Il s’agissait de l’amplificateur le plus cher dans le catalogue Dumble dans les années 1990.

### Dumbleland
Le Dumbleland est un des premiers amplificateurs fabriqués par Dumble. Stevie Ray Vaughan en utilisa un pour enregistrer l’album Texas Flood, enregistré au studio de Jackson Browne, un ami de Dumble.

### Winterland
Le Winterland est un amplificateur pour basse de 300 W fabriqué dans les années 1970.

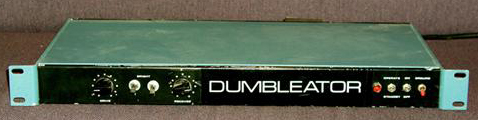
Dumble Dumbleator

### Dumbleator
Il s’agit d’une boucle à effet externe pour les amplificateurs Dumble.

## Joueurs notables
- Robben Ford (il possède le Dumble Overdrive Special (ODS) avec le numéro de série 002 depuis 1983 et acheta un deuxième ODS fait sur mesure en 1993/4)[4]
- Larry Carlton (il possède plusieurs ODS)
- Eric Clapton (il utilisa différents amplificateurs Dumble et Fender, modifiés par Dumble)[5]
- Carlos Santana (il possède au moins un Overdrive Reverb et un Steel String Singer qu'il acheta au début des années 2000, et utilise souvent des clones de ses Dumbles sur scène à côté de ses Mesa Boogies)[6]
- Stevie Ray Vaughan (il utilisa un Dumbleland sur Texas Flood, et possédait différents Steel String Singer)[7]
- Sonny Landreth (ODS) [8]
- David Lindley
- Eric Johnson
- John Mayer
- Joe Bonamassa
- Ben Harper
- Kirk Hammett
- Henry Kaiser
- Lowell George
- Ry Cooder (possède ou au moins aurait possédé plusieurs Dumble dont le Dumbleland "Silver Alligator" aussi surnommé "pentode amp"[9] à cause de ces tubes (EF86) de pré-amplification)
- Kenny Wayne Shepherd (ODS &  "Tweedle Dee Deluxe" / Tweed Deluxe modifié [10])
- Keith Urban (ODS)